# Bucha (armas de fogo)

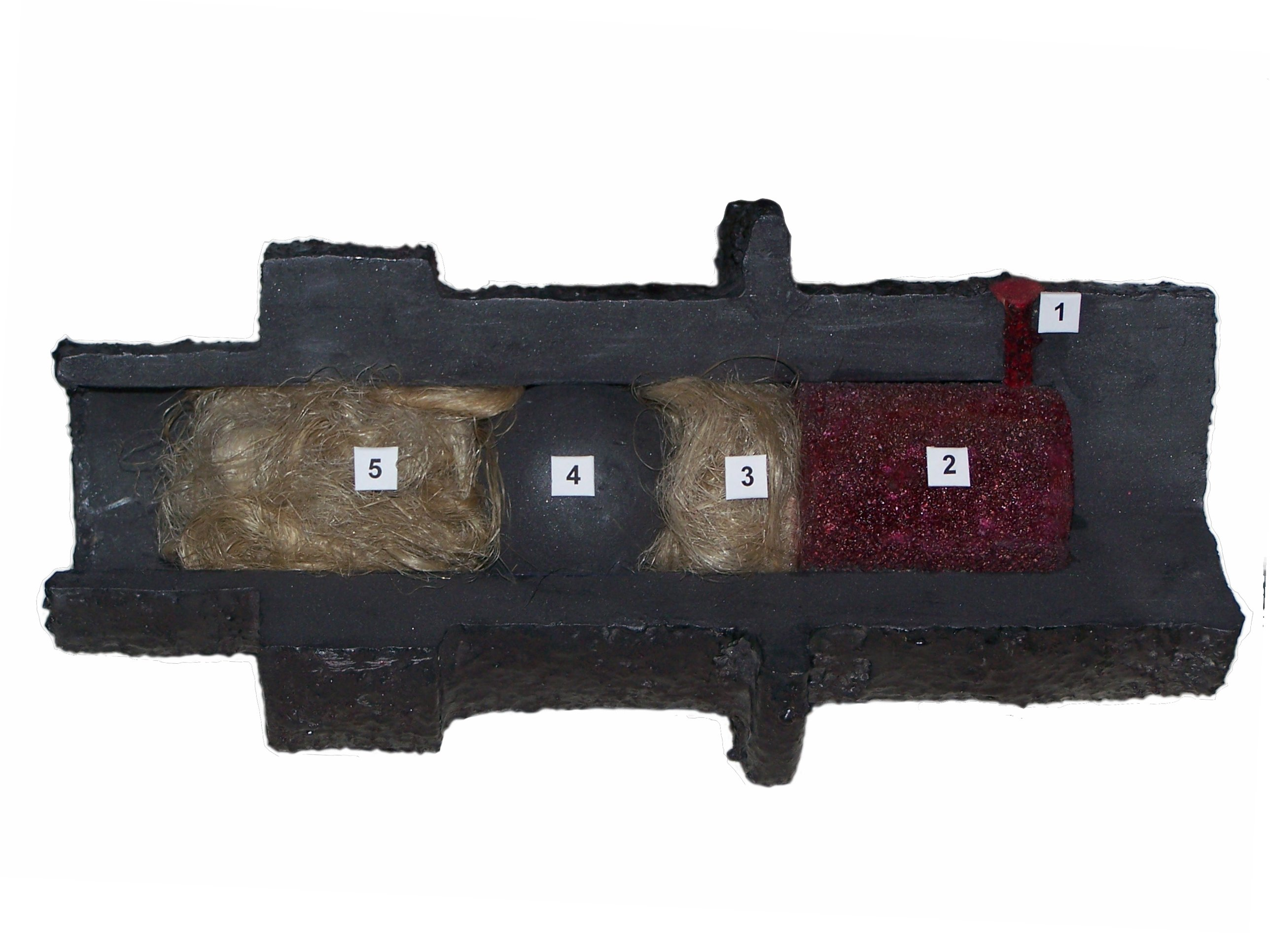
Vista em corte de um mosquete carregado.

Bucha é geralmente um disco ou um aglomerado de material, usado em uma arma para vedar, ou selar, os gases responsáveis por realizar a propulsão do projétil e para separar a pólvora das balas de chumbo, ou outras munições utilizadas.
Na imagem à direita, temos uma vista em corte de um mosquete carregado, onde podem ser vistas duas buchas de fibras naturais:
- a N°3 que comprime a pólvora (N°2) e a separa da bala (N°4);
- a N°5 que veda a bala no cano.

## Nos primórdios

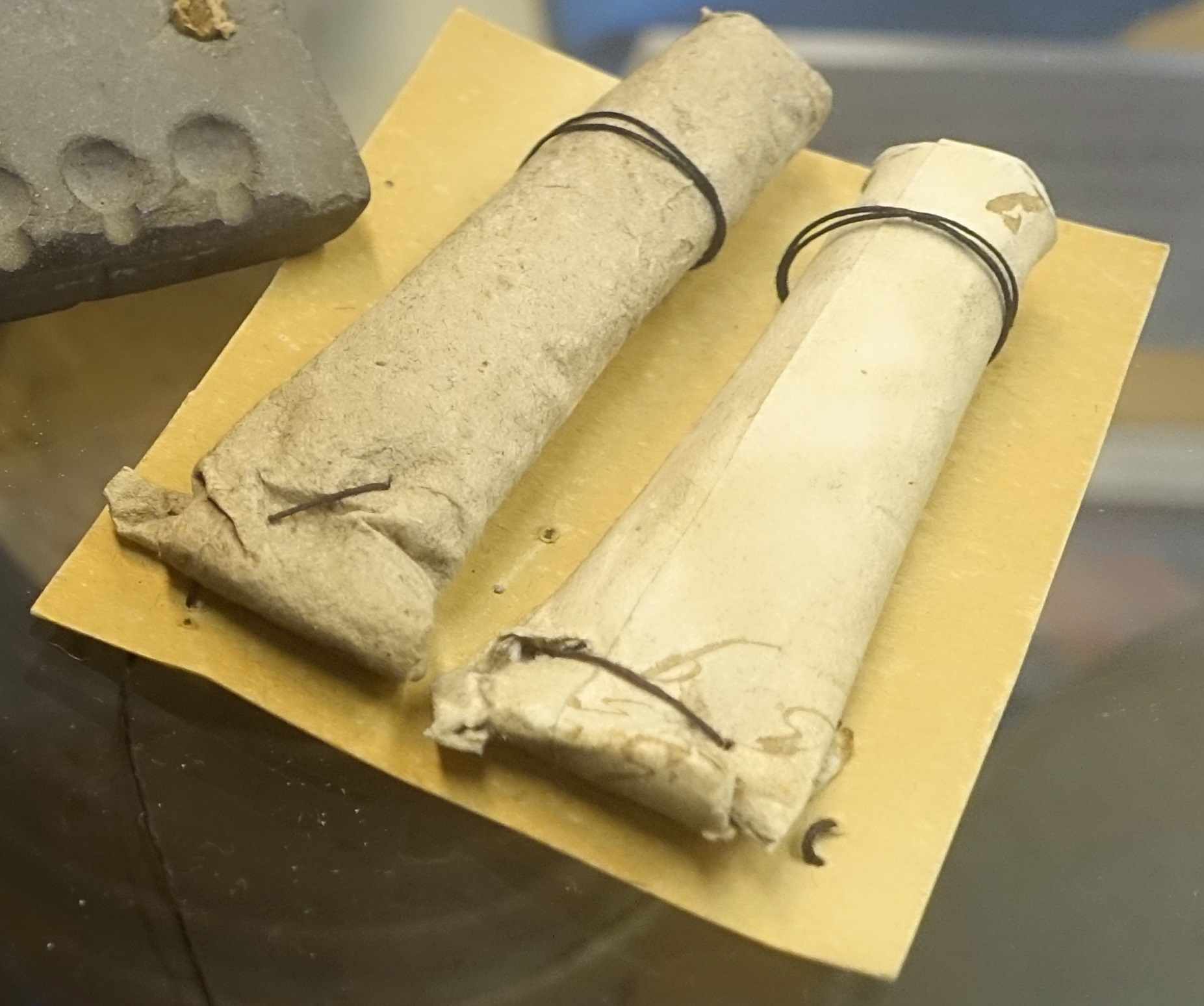
Dois cartuchos de papel para mosquetes do período da Guerra Revolucionária, que também serviam como bucha envolvendo a bala depois que a pólvora era derramada no cano da arma.

Nas armas mais antigas, a bucha principal era colocada após a pólvora no cano da arma enquanto esta era carregada, e antes do projétil ou projéteis; uma segunda bucha, opcional, era colocada após a carga de chumbo para evitar que elas caíssem se o cano da arma fosse virado para baixo e para ajudar na vedação dos gases. 
No campo de batalha, em seus primórdios, no entanto, quando ainda não existiam os cartuchos de papel, nenhuma bucha era utilizada, a bala ou balas eram depositadas diretamente sobre a pólvora, todo o conjunto era comprimido o mais rápido possível e o disparo era efetuado.

## Nos mosquetes
A bucha pode ser crucial para a eficácia de uma arma, considerando que qualquer gás que passe ao redor do projétil enquanto este está sendo disparado é desperdiçado. A bucha utilizada nas armas de fogo como o mosquete e todas as suas variações que eram carregadas pela boca de seus canos (antecarga), é tipicamente um pequeno pedaço de tecido, estopa, papel de cartucho, cortiça ou outras fibras naturais.
O papel do cartucho de mosquete era de alta qualidade, tendo sido originalmente criado para o seu emprego na manufatura destes cartuchos.

## Expressão Idiomática
A expressão idiomática "bucha de canhão" se referia originalmente aos combatentes de linha de frente, com maior probabilidade de sofrerem ferimentos ou mortes. Após o canhão ser disparado, a bucha utilizada no processo de carregamento deste caía na linha de frente, surgindo então a expressão para se referer aos soldados que ali lutavam.

## "Foguetes-modelo"
A bucha é usada nos foguetes-modelo para prevenir que o paraquedas derreta quando este é ejetado. Sem a "bucha de recuperação", o paraquedas derreteria já que a ejeção ocorre por um pequeno motor que utiliza combustível sólido. Tal motor fica tão quente que derrete cola quente imediatamente.[carece de fontes?]

## Acidentes
Uma bucha em chamas pode ter iniciado o fogo que levou à explosão que destruiu o navio francês "Orient" (1791) na Batalha do Nilo (q.v.). O pai do "Financiador da Revolução Americana", Robert Morris, morreu após ter sido ferido pela bucha disparada por um fogão, que teria sido disparado em sua homenagem.